# Haridvár
Haridvár nebo také Hardvár (haridvār, har.dvār v písmu dévanágarí हरिद्वार, हरद्वार) je hinduistické svaté město a poutní místo v podhůří Himálaje na břehu řeky Gangy ve svazovém státě Uttarákhand (bývalý Uttaráňčal). Jeho název znamená „Brána Boží“, což symbolizuje jeho náboženský význam. Obvykle každých 12 let zde probíhá obrovská hinduistická pouť Kumbhaméla, což je vůbec největší náboženská pouť na světě, která předčí i pověstnou muslimskou pouť do Mekky (v Haridváru se naposled konala v roce 2021).
Většina starobylých hinduistických chrámů v Haridváru byla zničena muslimy v době mezi 14. a 18. stoletím. Některé byly úplně zbořeny a srovnány se zemí, některé „pouze“ vypleněny a umělecká díla byla zničena. Mnoho z nich bylo později obnoveno a vyrostly zde i nové moderní mandiry.
Ale i tak je město doslova „napěchováno“ množstvím hinduistických mandirů, dharmašál pro hinduistické poutníky, jógových ášramů je zde kolem 300, ale najdeme zde několik i sikhských gurudvár a také pár džinistických chrámů. Jsou zde významné hinduistické školy a univerzity, z nich nejvýznamnější je védská univerzita Gurukula Kāṅg.ŗī Viśvavidyālaya – गुरुकुल काँगड़ी विश्वविद्यालय, kterou provozuje organizace Árjasamádž. Tato univerzita se mimo jiné zabývá ájurvédou a alternativní medicínou a přírodní bylinnou farmakologií. Patří k ní také největší farmaceutická továrna vyrábějící čistě přírodní léčiva, mnohé i podle receptur tisíce let starých.

## Nejvýznamnější hinduistické mandiry v Haridváru
- Har kí paærDí (har kī paiŗī – हर की पैड़ी) – znamená "Boží schodiště" (často nesprávně interpretováno jako "Boží šlépěj", což vzniká nepřesností překladu z anglického přepisu पैड़ी – paiŗī = schod, schodiště, kdežto पैर – paira = noha, chodidlo, šlépěj[2]). Toto místo je pokládáno za bod, kde řeka Ganga opouští Himálaj a Šiva sestupuje z hor.
- Bhárat Mátá Mandir (bhārat mātā mandir – भारत माता मंदिर) je „Chrám Matky Indie“. Jde o moderní sedmipatrový kolos trochu připomínající panelové věžáky.
- Mansá Déví Mandir (mansā devī mandir – मन्सा देवी मंदिर), chrám Šivovy dcery Manasy se tyčí na vrcholku hory na severu města na samém počátku Himálaje. Vede k němu lanovka, ale do kopce se klikatí i asfaltová silnice, po které jezdí minibusy.[3][4]